# Luana Andrade
Luana Andrade Lopes (São Paulo, 21 de janeiro de 1994 — São Paulo, 7 de novembro de 2023) foi uma influencer, modelo, empresária e assistente de palco brasileira.

## Biografia
Luana era formada em publicidade e propaganda. Ela foi influencer no Instagram, trabalhava como modelo e tinha sua própria marca de roupas femininas, a Lukland.
Em 2022, Luana e seu namorado, João Hadad, participaram do reality show Power Couple Brasil 6, da Record. Ela já namorava Hadad desde o ano anterior. Após o fim do reality show, ambos se mudaram para Vila Velha (ES).
Em abril de 2023, tornou-se assistente de palco do game show Passa ou Repassa, no SBT.
Em 6 de novembro de 2023, foi internada no Hospital São Luiz, unidade Itaim, Zona Sul, para realizar lipoaspiração no joelho, porém sofreu duas paradas cardíacas por conta de uma embolia pulmonar maciça e morreu no dia seguinte, por volta das 5h30. O velório ocorreu no dia seguinte, no Cemitério Valle dos Reis, Jardim das Oliveiras, Taboão da Serra, onde foi também cremada, conforme sua vontade devidamente manifestada em vida. O procedimento não foi feito por razões estéticas. Luana sofria com dores por ter lipedema desde sua adolescência. A missa de 7º dia foi celebrada no dia 14. Entre as pessoas que a homenagearam, estão Neymar, Gabriel Medina, Adriane Galisteu e Celso Portiolli.